# Niscemi
Niscemi es una comuna siciliana de 26.523 habitantes de la provincia de Caltanissetta. Su superficie es de 96 km² y la densidad es de 287 hab/km². Forma parte de la región italiana de Sicilia. Las comunas limítrofes son Caltagirone (CT), Gela, y Mazzarino.

Ubicación del municipio de Niscemi en el Sicilia.

## Evolución demográfica
| Gráfica de evolución demográfica de Niscemi entre 1861 y 2001 |
|                                                               |
| Fuente ISTAT - elaboración gráfica de Wikipedia               |